# Советско-чехословацкий договор о взаимопомощи
Договор о взаимной помощи между Союзом Советских Социалистических республик и Республикой Чехословацкой (чеш. Smlouva o vzajemné pomoci mezi Republikou československou a Svazem sovětských socialistických republik) — договор, подписанный в Праге 16 мая 1935 года полномочными представителями СССР и Чехословакии.

## История
Контакты между Москвой и Прагой начались ещё в апреле 1935 года, но по настоянию чехословацкой стороны подготовка проекта договора ставилась в зависимость от исхода советско-французских переговоров.
В начале мая были согласованы основные статьи советско-чехословацкого пакта о взаимопомощи, и 16 мая 1935 года документ был подписан в Праге послом СССР в Чехословакии С. С. Александровским и министром иностранных дел Чехословацкой республики Э. Бенешем.
Основные положения советско-чехословацкого договора идентичны положениям советско-французского договора 1935 года. Исключение составляла лишь 2-я статья протокола о подписании договора, где говорилось, что оба правительства признают, «…что обязательства взаимной помощи будут действовать между ними лишь поскольку при наличии условий, предусмотренных в настоящем договоре, помощь Стороне — жертве нападения будет оказана со стороны Франции». Как подчеркивал министр иностранных дел Чехословакии К. Крофта, настаивая на включении в договор фразы о том, что обязательства пакта распространяются на Чехословакию лишь в том случае, если будет действовать Франция, министр иностранных дел Э. Бенеш хотел «предотвратить автоматическое действие пакта».
Точка зрения СССР на 2-ю статью протокола содержится в докладе Председателя Президиума Верховного Совета СССР М.И. Калинина: 

«... Но тут есть оговорка, что Чехословакии мы помогаем в том случае, если ей помогает Франция, и, наоборот, Чехословакия нам будет помогать в том случае, если нам будет помогать Франция. Разумеется, пакт не запрещает каждой из сторон прийти на помощь, не дожидаясь Франции.»
Советско-чехословацкий договор был немедленно ратифицирован обеими сторонами. Обмен ратификациями был произведён 8 июня 1935 года, во время пребывания Бенеша в Москве.
Стороны брали обязательства проводить немедленные консультации при возникновении угрозы или опасности нападения какого-либо европейского государства на СССР или Чехословакию и оказывать взаимную помощь в случае прямой агрессии против договаривающихся государств. Тем самым договоры СССР с Францией и Чехословакией приобретали характер тройственного соглашения, которое могло стать основой для создания коллективной безопасности в Европе. 11 мая Совет Балканской Антанты высказался за разработку Дунайского пакта в целях гарантии независимости Австрии, в котором предполагалось участие СССР, Франции, Италии, Австрии, Чехословакии и стран Балканской Антанты. Правительство СССР дало своё согласие на переговоры, предложив в число стран-участниц также Венгрию. Предварительные переговоры о заключении пактов о взаимопомощи в 1935 году проходили между Советским правительством и правительствами Турции, Румынии и Латвии. Но и эти переговоры не привели к положительным результатам.